# Standard Beaverette
La Standard Car 4x2, conosciuta anche come Car Armoured Light Standard o più comunemente come Beaverette, era un veicolo corazzato prodotto in Gran Bretagna durante la seconda guerra mondiale.

## Storia
La prima versione del veicolo venne realizzata nel 1940 dalla Standard Motor Company su richiesta dell'allora ministro per la produzione aeronautica Lord Beaverbrook, da cui il nome di Beaverette dato al mezzo.
L'autoblindo utilizzava il telaio di una automobile civile sul quale era stato montato uno scafo corazzato molto semplice con piastre imbullonate e cielo aperto. L'armamento consisteva in una coppia di mitragliatrici Vickers. Ne verrà realizzata anche una versione con scafo chiuso, Mk. II, che adotterà una mitragliatrice Bren da 7,7 mm. Inoltre su alcunui veicoli verrà montato il fucile anticarro Boys da 13,9 × 99 mm B. L'impianto radio montato sul mezzo era del tipo N°11 su alcuni veicoli e N°19 su altri.
La produzione venne interrotta nel 1942 dopo che ne erano stati realizzati 2.800 esemplari in quattro differenti versioni.
L'impiego principale di questo veicolo fu la difesa del territorio metropolitano e l'addestramento. Venne utilizzata sia da unità dell'esercito che della Royal Air Force. I principali difetti del veicolo erano costituiti dal peso eccessivo per la potenza e dalla scarsa maneggevolezza.
Un esemplare di questa autoblindo è conservato presso l'Imperial War Museum di Duxford, Gran Bretagna.

## Versioni
- Mk. I:Versione originale con scafo a cielo aperto
- Mk. II: Versione con scafo completamente corazzato
- Mk. III Beaverbug: Versione con telaio accorciato, una mitragliatrice montata in una torretta, parafanghi di forma rotondeggiante
- Mk. IV: Versione con piastra corazzata frontale riprogettata per migliorare la visibilità dall'interno del veicolo

## Beaverette (NZ)
Un veicolo molto simile, denominato Beaverette (NZ), venne prodotto in Nuova Zelanda. In questo caso veniva utilizzato il telaio di un autocarro GMP Ford da 3/4 ton o da 1 ton. Ne furono prodotti 171 esemplari.